# 八雲神社 (君津市)
八雲神社（やぐもじんじゃ）は、千葉県君津市にある神社。

## 祭神
須佐之男命・稲田姫命・誉田別命・大己貴命を祭神とする。

## 境内

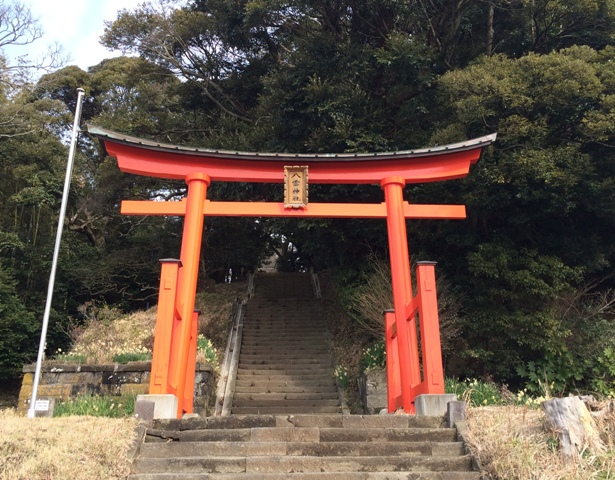
八雲神社・一の鳥居
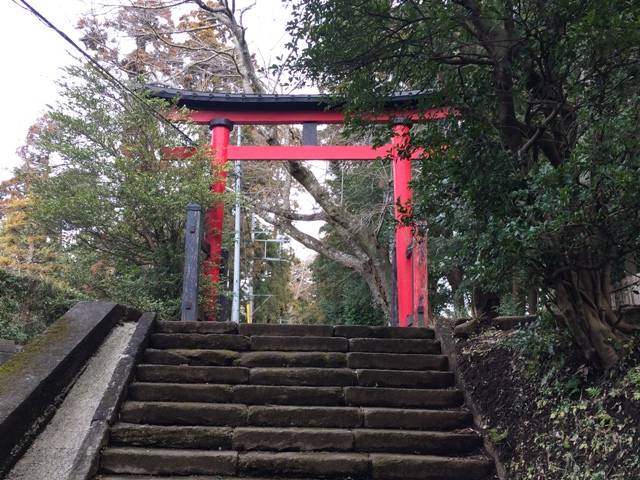
八雲神社・二の鳥居
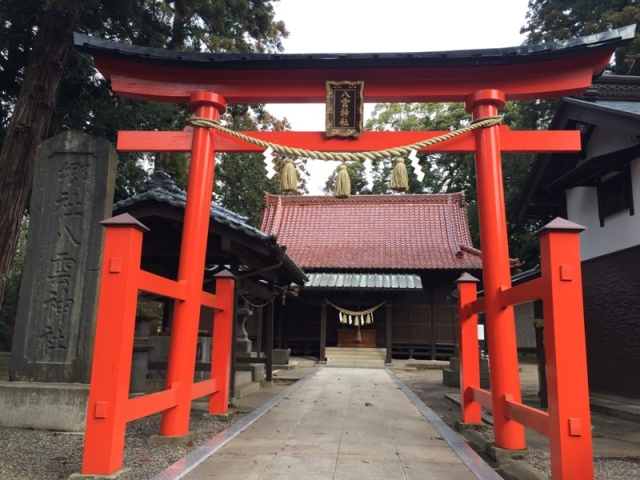
八雲神社・三の鳥居
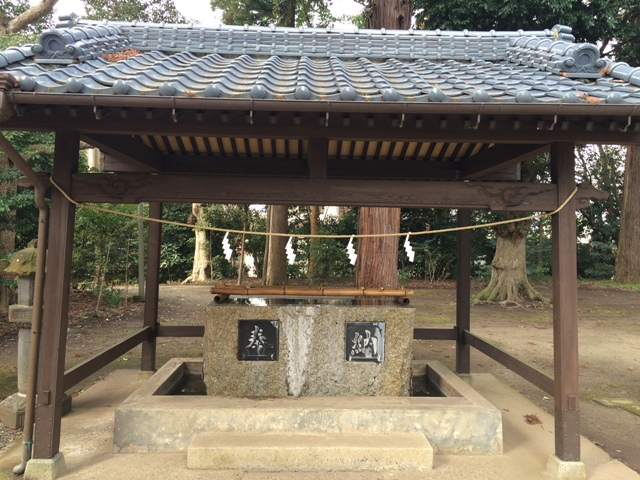
八雲神社　手水舎

## 交通
最寄駅はJR東日本内房線君津駅。
バスでは君津駅南口および木更津駅西口より日東交通中島行で三直下車、徒歩5分。